# 塔布站
塔布站是法国的一个铁路车站，位于法国西南部城市，上比利牛斯省省会塔布。

## 位置
塔布站位于塔布市区的北部，呈东西走向，开口朝南。
塔布站开行直达巴黎的TGV列车。巴黎—塔布的TGV曾为巴黎出发运行时间最长的国内TGV线路，大约需要6个多小时，随着2017年法国高速铁路大西洋线图尔—波尔多段的建成通车，这一线路的总运行时间最快已缩短至四个半小时左右。

## 停靠线路
以下列车线路在塔布站停靠。
| 塔布站列车线路表     |            |                          |                      |              |
| 线路                 | 车种       | 上一站                   | 下一站               | 大致运行频率 |
| 塔布—巴黎            | TGV        | （起点）                 | 卢尔德               | 每天4趟左右  |
| 图卢兹—巴约讷/昂代伊 | INTERCITÉS | 图卢兹/蒙特雷若/圣戈当斯 | 卢尔德               | 每天5趟左右  |
| 图卢兹—塔布/波城     | TER        | 突尔奈/拉讷藏            | （终点）/乌孙/卢尔德 | 每天8趟左右  |
| 塔布—达克斯/巴约讷   | TER        | （起点）                 | 乌孙                 | 每天1~2趟    |
| 1.                   |            |                          |                      |              |

## 配套交通

### 长途客车
| 停靠塔布的大巴车 |                                         |                                                                        |
| 上下车地点       | 运营单位                                | 主要目的地                                                             |
| 塔布站门口       | Eurolines                               | 尼斯（可联程中转前往欧洲各地）                                         |
| 塔布站门口       | Isilines                                | 图卢兹、巴约讷、纳博讷                                                 |
| 塔布站门口       | 南部-比利牛斯城际客运 Car Midi-Pyrénées | 蒙德马桑、欧什、圣拉里苏朗                                             |
| 塔布站门口       | SNCF                                    | （当某条铁路线施工或罢工时，SNCF可能会提供途径该线路沿途站点的大巴车） |
| 塔布汽车站       | Flixbus                                 | 图卢兹、蒙彼利埃、巴约讷、比亚里茨                                     |
| 塔布汽车站       | 上比利牛斯省城际客运 Maligne            | 巴雷热、卡瓦尔尼-热德尔、卡斯泰尔诺里下河、圣拉里苏朗                  |
| 1. 2. 3. 4.      |                                         |                                                                        |

### 市内交通
| 塔布站附近的公交线路 |            |                             |
| 公交车站名称         | 位置       | 停靠线路                    |
| Gare SNCF            | 塔布站门口 | 塔布公交2路、4路、5路和14路 |
| 1.                   |            |                             |

## 临近车站
| 塔布站（Gare de Tarbes）       |                    |          |
| 上行车站                       | 线路               | 下行车站 |
| 突尔奈站                       | 图卢兹－巴约讷铁路 | 乌桑站   |
| - 本表仅显示运营中的线路及车站 |                    |          |